# Мисюк, Николай Семёнович
Никола́й Семёнович Мисю́к (19 декабря 1919, Котлас — 13 октября 1990, Минск) — профессор, доктор медицинских наук, доцент, заслуженный невролог и врач-нейрохирург, участник Великой Отечественной войны. Основная профессия — врач-невропатолог. Стаж работы по этой профессии 12,5 лет.

## Биография
Родился в 1919 году в городе Котлас Архангельской области. Отец его, кузнец, в то время служил машинистом на судах речного пароходства, мать была домохозяйкой. В 1924 году их семья переехала в Архангельск. Здесь в 1927 году Николай Семёнович поступил, а в 1938 году окончил 9-ю Соломбальскую среднюю школу, получив грамоту с отличием. Тогда же, в 1930-е годы, увлёкся шахматами.
В 1938 году поступил в Первый Ленинградский медицинский институт имени академика Павлова, в 1939 году его перевели на лечебный факультет Военно-морской медицинской академии, которую он окончил с отличием в 1942 году.
С февраля 1943 по март 1945 служил в бригаде морской пехоты и в госпиталях Краснознаменного Северного военно-морского флота, где работал врачом батальона 254-й морской стрелковой бригады, а затем ППГ 2215 на полуостровах Средний и Рыбачий. Исполнял обязанности командира медико-санитарного взвода и ординатуры хирургического отделения, а также был начальником госпиталя на Западном и 2-м Белорусском фронтах. За участие в военных действиях Николай Семёнович был удостоен боевых наград.
В 1945 году его зачислили в адъюнктуру по нейрохирургии при Военно-морской медицинской академии в Ленинграде, которую он закончил в 1948 году. В этом же году он защитил диссертацию на тему «О лечении артериальной гипертонии» и получил учёную степень кандидата медицинских наук. В 1948 году был демобилизован и принят на должность ассистента на кафедру нервных болезней Ленинградского государственного ордена Ленина института усовершенствования врачей имени С. Н. Кирова. В 1953 году был избран на должность доцента этой кафедры и назначен заведующим клиникой нервных болезней. В начале 1954 года ему было присвоено учёное звание доцента.
С 1956 по 1960 годы — доцент, заведующий кафедрой нервных болезней Архангельского мединститута. В годы работы на кафедре нервных болезней постоянно повышал свою квалификацию, участвовал в различных конференциях и заседаниях невропатологов. Некоторые его научные работы опубликованы в журналах «Вопросы нейрохирургии», «Журнал невропатологии и психиатрии им. С. С. Корсакова», «Врачебное дело».
С 1960 по 1989 возглавлял кафедру нервных болезней МГМИ (в настоящее время кафедра нервных и нейрохирургических болезней БГМУ). В 1969 году избран членом-корреспондентом АМН СССР. В 1980-х годах Николай Мисюк считался в СССР крупным специалистом в области медицинской кибернетики, разработок и внедрения в клиническую невропатологию прикладных аспектов теорий информации и распознавания образов на базе электронно-вычислительной техники.
Автор более 250 работ, в том числе 38 монографий и учебных пособий, редактор 20 сборников научных работ. Делал переводы медицинской литературы с английского языка. В 1986 году была издана повесть Н. С. Мисюка «Ночной вызов» о жизни и работе врачей, сотрудников кафедры нервных болезней.
В 1977—1986 возглавлял Федерацию шахмат БССР, в это время при его участии был построен Дворец шахмат и шашек в Минске, учреждено издание «Шахматы, шашки в БССР». В 1989 намеревался баллотироваться в народные депутаты СССР, но безуспешно (не был зарегистрирован).
Был женат на Мисюк Евгении Михайловне. У них родились сын Николай в 1948 году и дочь Ольга в 1955 году, впоследствии оба стали кандидатами медицинских наук.

## Избранные труды
Медицинская литература
- Мисюк Н. С. Головные боли. — Минск: Беларусь, 1984. — 144 с. — 30 000 экз.
- Мисюк Н. С. Прогнозирование и профилактика острых нарушений мозгового кровообращения. — Минск: Вышэйшая школа, 1987. — 191 с. — 4500 экз.
- Мисюк Н. С. ЭВМ в диагностике нервных болезней. — Минск: Беларусь, 1978. — 159 с. — 1700 экз.
- Мисюк Н. С., Гурленя А. М. Нервные болезни. — 2-е изд.. — Минск: Вышэйшая школа, 1984. — 25 000 экз.
- Мисюк Н. С., Гурленя А. М., Дронин М. С. Неотложная помощь в невропатологии. — Минск: Вышэйшая школа, 1979. — 302 с. — 30 000 экз.
  - . — 2-е изд., перераб. и доп.. — Минск: Вышэйшая школа, 1990. — 270 с. — 48 600 экз. — ISBN 5-339-00404-X.
- Мисюк Н. С., Семак А. Е., Гришков Е. Г. Мозговой инсульт. Прогнозирование и профилактика. — М.: Медицина, 1980. — 205 с. — 10 000 экз.

Художественная литература
- Мисюк Н. С. Ночной вызов. — Минск: Мастац. літ., 1986. — 255 с. — 90 000 экз.

## Награды
- Орден Красной Звезды
- медаль «За оборону Советского Заполярья»
- медаль «За победу над Германией в Великой Отечественной войне 1941—1945 гг.»
- знак «Отличник ВМФ» СССР.